# Crescent (Oklahoma)
Crescent is een plaats (city) in de Amerikaanse staat Oklahoma, en valt bestuurlijk gezien onder Logan County.

## Demografie
Bij de volkstelling in 2000 werd het aantal inwoners vastgesteld op 1281.
In 2006 is het aantal inwoners door het United States Census Bureau geschat op 1346, een stijging van 65 (5,1%).

## Geografie
Volgens het United States Census Bureau beslaat de plaats een oppervlakte van
2,8 km², geheel bestaande uit land. Crescent ligt op ongeveer 298 m boven zeeniveau.

## Plaatsen in de nabije omgeving
De onderstaande figuur toont nabijgelegen plaatsen in een straal van 24 km rond Crescent.